# Léon (film)
Léon je francoski akcijski filmski triler iz leta 1994, ki ga je režiral in zanj napisal scenarij Luc Besson. V glavnih vlogah nastopajo Jean Reno, Gary Oldman in Natalie Portman, za katero je bil to filmski debi. Zgodba prikazuje poklicnega morilca Léona (Reno), ki nerad prevzame skrb za 12-letno Mathildo (Portman) po tem, ko ji družino umori skorumpiran agent za boj proti mamilom Norman Stansfield (Oldman). Léon in Mathilda razvijeta nenavadni odnos, med tem ko jo uči za poklicno morilko.
Film je bil premierno prikazan 14. septembra 1994 v francoskih kinematografih in je naletel na dobre ocene kritikov, bil je tudi zmerno finančno uspešen z več kot 46 milijonov USD prihodkov ob 16-milijonskem proračunu. Nominiran je bil za sedem  nagrad César, osvojil pa češkega leva za najboljši tujejezični film. Na strani Rotten Tomatoes ima oceno 73%.

## Vloge
- Jean Reno kot Léon Montana
- Natalie Portman kot Mathilda Lando
- Gary Oldman kot Norman Stansfield
- Danny Aiello kot Tony
- Michael Badalucco kot Mathildin oče
- Ellen Greene kot Mathildina mačeha
- Elizabeth Regen kot Mathildina sestra
- Peter Appel kot Malky
- Adam Busch kot Manolo
- Joseph Malerba kot specialec
- Maïwenn kot blondinka
- George Martin kot receptor
- Jean-Hugues Anglade kot Cameo
- Keith A. Glascoe kot Benny